# シーケンシャルシフトマチック
シーケンシャルシフトマチックとは、トヨタ自動車が自社の乗用車のマニュアルモード付き自動変速機に使用している名称である。

## 概要
トヨタ自動車のミニバンや高級車を中心に2008年（平成20年）ごろから本格的に導入され始めた。一般的な遊星歯車式ステップATにもベルト式CVTにも使用される呼称であり、すなわち変速機の機構とは無関係にマニュアルモードが付いているということを意味する呼称である。
従来よりシーケンシャルシフトと呼ばれる変速機は1速→2速→3速と1段ずつ順番に変速していく（1→3→5の様に飛ばすことができない）手動操作のノンシンクロトランスミッションのことであり、シーケンシャルシフトマチックとは本質的に異なる。
2019年4月にはOEM車種にも拡大され、5代目ハイエースバン及び2代目レジアスエースバンをベースにマツダが販売する3代目ボンゴブローニイバン、4代目ノアをベースにスズキが販売する4代目ランディにも搭載されている。